# 三淵秋豪
三淵 秋豪（みつぶち あきひで、生年不詳 - 天正2年7月6日（1574年7月23日））は、戦国時代の武将で室町幕府末期の幕臣（奉公衆）。三淵藤英の長男で、光行、朽木昭貞、朽木昭知（三淵昭知）、朽木昭長の兄。細川藤孝（幽斎）は叔父にあたる。父の1字を取って名は秋英とも。
父が擁立した第15代将軍・足利義秋（後の義昭）に仕え、その偏諱を受け、「秋豪」（又は秋英）と名乗った。義昭と織田信長が対立した時に叔父・藤孝が義昭を裏切り信長方に付いた。これに激怒した父と共に藤孝襲撃を計画するが失敗に終わる。
天正元年（1573年）に父が城代となっていた二条御所にいたが、信長の大軍に囲まれて軍は潰走したため、居城の伏見城に退き、藤孝と柴田勝家の説得を受けて降伏した。信長に臣従するとすぐ、信長の命で義昭方の将・岩成友通を攻め、間もなく義昭は槇島城の戦いで信長によって追放されて室町幕府が事実上滅亡してしまったので、やむをえなく信長に仕える。
だが、翌年になって信長によって突如所領を没収されて明智光秀の元に預けられて、父と共に自害を命じられた。なお、末弟の光行は藤孝に預けられてそのまま細川家に仕えた。また、三淵の名跡は叔父の長岡好重（伊賀守）が継ぎ、肥後熊本藩に仕えた。